# Blockstream
Blockstreamとは、ビットコインを中心とするブロックチェーン技術を開発するブロックチェーン企業である。
Adam Backが創業者であり、本社はカナダのビクトリアにある。
同社はこれまでに、ベンチャーキャピタル企業であるHorizons Ventures、Mosaic Ventures、AXA StrategicVenturesなどから2億1,000万ドルを調達した。

## 製品

### Liquidネットワーク
Liquidネットワークは、Bitcoinにおけるサイドチェーン・ソリューションであり、世界中の取引所、マーケットメーカー、ブローカーや金融事業者を繋ぐ決済ネットワークである。ネイティブ通貨として「リキッドビットコイン（L-BTC）」が使われ、ビットコインをロックして発行される。ここでサイドチェーンとは、メインのブロックチェーンに別のチェーンをつなげ、機能や性能の補完・拡張する技術である。
Liquidネットワークには、ビットコインメインチェーンとLiquidネットワーク間でのネイティブ通貨の双方向ペッグ、機密取引、SegWit、独自トークンの発行などの機能が導入されている。また、新しいブロックの生成はビットコインメインチェーンでは10分ごとのブロック間隔に対して、Liquidネットワークでは1分ごとになっている。
2015年10月12日にLiquidサイドチェーンとビットコインメインブロックチェーン間で資産の転送を可能にすることができるLiquidサイドチェーンのプロトタイプのリリースを発表し、2018年10月11日に稼働した事を発表した。

### Blockstream Satellite
Blockstream Satelliteとは、静止軌道上にある通信衛星の回線をBlockstream社が借り受けて展開するサービスであり、サービスを使う事で地球上のどこからでもビットコインにアクセスできるようになる。それにより、国家によるインターネットの大規模監視や遮断、大停電や自然災害によるインフラ機能不全のような時でもビットコインの取引が可能になる。Blockstream Satellite APIを通じて利用者の皆様はプライベートなブロードキャストを自由に利用でき、Lightning Networkを通じて支払うことができる。
2017年8月にサービスが発表され、当初はトランザクションの受信専用でなおかつ南北アメリカ、ヨーロッパ、アフリカのみが対象だったが、2018年には双方向通信への対応や、アジア太平洋地域(日本、韓国、中国、オーストラリア、インドなど)がサービス対象となり、トランザクションの送信にも対応した。

### Cryptocurrency Data Feed
Cryptocurrency Data Feed(CDF)とは、世界中の15以上の取引所にわたり、暗号通貨の取引量の80%近くのデータを収集しているデータフィードであり、トランザクション、取引場所、数量、価格、通貨といった世界の市場の代表的な取引データを受信できる。